# جوليا آرثر
جوليا آرثر هي ممثلة كندية، ولدت في 3 مايو 1869 في كندا، وتوفيت في 28 مارس 1950 في الولايات المتحدة.

## وصلات خارجية
- جوليا آرثر على موقع IMDb (الإنجليزية)
- جوليا آرثر على موقع قاعدة بيانات برودواي على الإنترنت (الإنجليزية)
- جوليا آرثر على موقع قاعدة بيانات برودواي على الإنترنت (الإنجليزية)
- جوليا آرثر على موقع ديسكوغز (الإنجليزية)
- جوليا آرثر على موقع قاعدة بيانات الفيلم (الإنجليزية)